# Атанас Петров (Куманово)
Атанас (Ташко) Петров (на сръбски: Атанасије, Ташко Петровић или Atanasije, Taško Petrović) е сърбомански свещеник, протойерейски наместник на скопския митрополит в Куманово, тоест председател на Кумановската сръбска община, и деец на сръбската въоръжена пропаганда в Македония от началото на XX век.

## Биография
Роден е на 11 май 1866 година в Крушево, тогава в Османската империя, във влашко семейство. Става шивач и занаятът му го отвежда в Куманово. Там се жени за дъщерята на местен търговец и около 1895 година се запопва. В 1904 година заедно с някои сърбомански учители, сред които Антоние Тодорович, Лазар Божович и Йован Цакич, Атанас Петров участва във формирането в Куманово на градски комитет на сръбската пропаганда в Македония. Така се формира Управителният съвет на Кумановската сръбска революционна организация. Комитетът е съставен в есента на 1904 година и има за цел да информира и подпомага по всякакъв начин сръбските четници в Кумановска каза.
В 1904 година, след предателство на поп Ташко, сръбските власти убиват българския деец Псалтир Попантов. Като отмъщение ВМОРО организира убийството на сърбоманския свещеник. На 15 януари 1905 година в Куманово Кръсто Лазаров и Димитър Бичев причакват поп Ташко на излизане от църквата и го раняват смъртоносно. Ранен е и гавазинът му, както и придружаващият го сръбски дякон Стоян Сеич. В резултат на убийството са дигнати на крак войската и полицията. Множество български къщи са обискирани, а над 200 души българи са арестувани по показания на сърбомани. Директорът на българската прогимназия Илия Левков, секретарят на българската община Трайче Митев и петима други видни български граждани са осъдени и изпратени на заточение в Мала Азия. В отмъщение, Кумановската сръбска революционна организация убива българският архиерейски наместник поп Александър.